# Alországbíró
Az alországbíró a 13. század végén az uralkodó távollétében is ítélkezni jogosult úgynevezett jelenléti bíróság vezetője volt. Ez a bíróság Budán működött. A 14. század elejétől a bíróság vezetését a kevésbé jelentős alországbíró helyett addigi névleges felettese, az országbíró vette át. Az országbíró törvényszékével együtt mindig követte az uralkodót.

## Ajánlott irodalom
Gerics József: A királyi bírói jelenlét a 13-14. század fordulóján (Jogtudományi Közlöny, 17. évfolyam, 1962)